# 仲夏夜之夢 (傑克·強森)
《仲夏夜之夢》（In Between Dreams）是創作歌手傑克·強森 （Jack Johnson）的第三張專輯。在美國由「Brushfire」唱片公司於2005年3月1日發行，台灣則由環球唱片在2005年6月10日代理發行。在專輯中，傑克·強森擔任主唱、演奏吉他，亞當·托普（Adam Topol）和莫羅·普得留斯基（Merlo Podlewski）負責演奏打擊樂器和貝斯。
本專輯在台灣發行時，第一首主打歌「Sitting, Waiting, Wishing」的歌詞，特別找了藝人陶晶瑩來進行中文翻譯。
至2006年5月10日止，本專輯在美國已經銷售超過210萬張。

## 曲目列表
1. Better Together（最好在一起） – 3:27
2. Never Know（搞不懂） – 3:32
3. Banana Pancakes（香蕉煎餅） – 3:12
4. Good People（好人） – 3:28
5. No Other Way（沒有別條路） – 3:09
6. Sitting, Waiting, Wishing（坐著，等著，想著） – 3:03
7. Staple It Together（緊緊相扣） – 3:16
8. Situations（狀況） – 1:17
9. Crying Shame（可恥的淚） – 3:06
10. If I Could（如果我能） – 2:25
11. Breakdown（暫停） – 3:32
12. Belle（漂亮女孩） – 1:43
13. Do You Remember（你還記得嗎） – 2:24
14. Constellations（星星的故事） – 3:21

- 備註：歌曲名稱的中文翻譯，為台灣發行版本之翻譯。

## 排行資訊
| 排行榜（2005年）       | 最高 名次 |
| ---------------------- | --------- |
| 美國告示牌前200        | 2         |
| G-music 大眾玫瑰銷售榜 | 1         |
| Top Canadian Albums    | 3         |
| Top Internet Albums    | 2         |
| Top Internet Albums    | 12        |
| 排行榜（2006年）       | 最高 名次 |
| 美國告示牌前200        | 2         |
| Top Internet Albums    | 64        |

## 外部連結
- 官方網站（页面存档备份，存于）（英文）